# Леоново (Воскресенский район)
Лео́ново — деревня в Воскресенском муниципальном районе Московской области. Входит в состав сельского поселения Ашитковское. Население — 156 чел. (2010).

## География
Деревня Леоново расположена в восточной части Воскресенского района, примерно в 9 км к северу от города Воскресенск. Высота над уровнем моря 128 м. Рядом с деревней протекает река Сушенка. В деревне 1 улица — Школьная. Ближайший населённый пункт — деревня Пушкино.

## Название
В письменных источниках упоминается как Левонова (XVI век), Леонова (1784 год), позднее — Леоново. Первое название от Левон разговорной формы личного имени Леонтий.

## История
В 1926 году деревня являлась центром Леоновского сельсовета Усмерской волости Бронницкого уезда Московской губернии.
С 1929 года — населённый пункт в составе Ашитковского района Коломенского округа Московской области, с 1930-го, в связи с упразднением округа и переименованием района, — в составе Виноградовского района Московской области. В 1957 году, после того как был упразднён Виноградовский район, деревня была передана в Воскресенский район.
До муниципальной реформы 2006 года Леоново входило в состав Конобеевского сельского округа Воскресенского района.

## Население
В 1926 году в деревне проживало 529 человек (228 мужчин, 301 женщина), насчитывалось 116 хозяйств, из которых 115 было крестьянских. По переписи 2002 года — 169 человек (67 мужчин, 102 женщины).
| 1926 | 2002 | 2010 |
| ---- | ---- | ---- |
| 529  | ↘169 | ↘156 |